# Pragmàtica Sanció de 1767
La Pragmàtica Sanció de 1767 va ser una ordre del rei Carles III d'Espanya per la que es dictava l'expulsió dels jesuïtes de tots els dominis de la corona d'Espanya incloent els d'ultramar, el que suposava un nombre proper als 6.000. Al mateix temps, es decretava la confiscació del patrimoni de la Companyia de Jesús. Prèviament s'havia produït la seva expulsió de Portugal (1759), de França (1762), i posteriorment es va produir la supressió de la Companyia de Jesús pel papa (1773, breu apostòlic Dominus ac Redemptor), encara que va sobreviure a Rússia i va tornar a autoritzar-se per Pius VII el 1814.

## Antecedents: l'antijesuïtisme delseglexviiii el "Motí d'Esquilache" de 1766
L'orde dels jesuïtes des de la seva fundació per Ignasi de Loyola va ser objecte de crítiques al si de la pròpia Església catòlica a causa fonamentalment de les novetats que intentava introduir en el catolicisme. També es van despertar recels a causa de l'èxit immediat que van arrencar els jesuïtes especialment en l'àmbit educatiu.

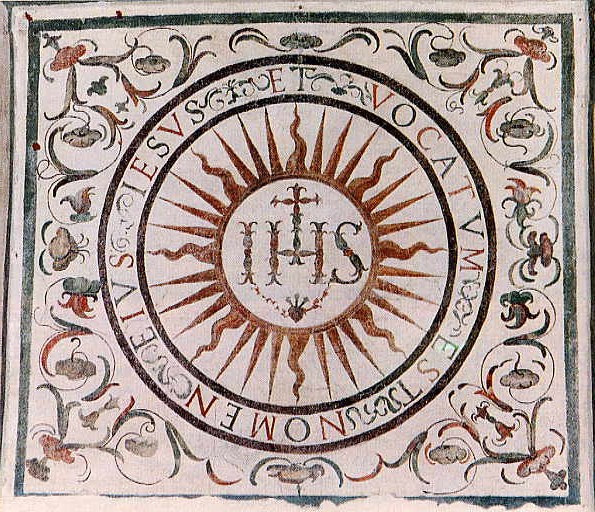
Una de les primeres versions del segell de la Companyia de Jesús (Església del Gesù, Roma). El trigrama "IHS", comprès per les tres primeres lletres gregues de "IHΣOYΣ" (Jesús).

Els monarques catòlics també desconfiaven de la Companyia de Jesús a causa del quart vot de l'ordre, que ordenava l'obediència absoluta al papa, i de la doctrina del tiranicidi o regicidi que s'atribuïa a tota l'ordre encara que solament l'havia defensada per Juan de Mariana en el seu tractat De Rege, que va ser cremat en públic. Malgrat això els jesuïtes van obtenir la confiança de molts sobirans catòlics que van prendre com a confessors a algun membre de l'orde. La culminació de la seva ascensió «política» es va produir amb l'arribada dels borbons a la Monarquia d'Espanya, ja que tant Felip V com Ferran VI van tenir confessors jesuïtes, Daubenton i Rávago, respectivament -encara que cap dels dos va ser un model de comportament-.
La difusió del jansenisme -doctrina i moviment d'una forta càrrega antijesuítica- i de la Il·lustració al llarg del segle xviii va deixar desfasats uns certs aspectes de l'ideari jesuític, especialment, segons Antonio Domínguez Ortiz, «els seus mètodes educatius, i en general, el seu concepte de l'autoritat i de l'Estat. Una monarquia cada vegada més laïcitzada i més absoluta va començar a considerar els jesuïtes no com a col·laboradors útils, sinó com a competidors molests». I l'arribada al tron del nou rei Carles III el 1759 va suposar un dur cop per al poder i la influència de la Companyia, perquè el nou monarca no era gens favorable als jesuïtes, i, trencant la tradició dels seus antecessors, va nomenar com a confessor reial al frare descalç Joaquín de Fleta.
A la primavera de 1766 va esclatar el Motí d'Esquilache el rerefons del qual va ser una crisi de subsistències com a conseqüència d'una alça molt pronunciada del preu del pa. Els motins que es van iniciar a Madrid i després es van estendre a altres ciutats van ser durament reprimits i l'ordre restablert. A la «perquisició» secreta portada a terme pel fiscal del Consell de Castella Pedro Rodríguez de Campomanes es va culpar els jesuïtes d'haver estat els instigadors de la revolta, per la qual cosa el rei Carles III va decretar la seva expulsió.

## La Pragmàtica
La Pragmàtica Sanció va ser donada per Carles III d'Espanya al Palau Reial d'El Pardo el 2 d'abril de 1767, amb aquest títol o encapçalament:  «Pragmàtica sanció de la seva Magestat en força de llei per al estrañamiento d'aquests Reynos als Regulars de la Companyia, ocupació de les seves Temporalitats, i prohibició del seu restabliment en cap temps, amb les altres prevencions que expressa». L'encarregat de portar a terme la seva execució fou el President del Consell de Castella, el comte d'Aranda.
L'expulsió dels jesuítes va comportar que totes les seves biblioteques i arxius passessin a mans de l'Estat Espanyol. L'encarregat d'organitzar la confiscació de les col·leccions bibliogràfiques de la Companyia fou el fiscal Pedro Rodríguez Campomanes. I ho féu amb l'emissió de diverses Real Cédula de Provisiones, la primera de les quals emesa el 22 d'abril de 1767, en la qual donava instruccions per a classificar, indexar i establir la destinació del fons bibliogràfics confiscats, i ho feia en 24 capítols on s'explicava la manera d'elaborar aquests inventaris, que havien d'estar dividits en impresos i manuscrits.